# My Chick Bad
My Chick Bad ist ein Lied des amerikanischen Rappers Ludacris gemeinsam mit der amerikanischen Sängerin und Rapperin Nicki Minaj. In den Vereinigten Staaten erschien das Lied am 23. Februar 2010 als zweite Single von seinem achten Album Battle of the Sexes.

## Hintergrund
In einem Interview mit dem Rap-Up Magazin sagte Ludacris über Nicki Minaj: „She’s an animated female and I’m an animated rapper myself.“ Bevor das Lied als Single veröffentlicht wurde, sagte Ludacris in einem Interview: „That’s one of the records that we gonna put out there.“ In der offiziellen Remixversion wirken Eve, Trina und Diamond, während Ludacris als Backgroundrapper fungiert. Die Remixversion ist auch auf dem Album Battle of the Sexes enthalten und die Rapperin Eve sagte zum Remix: „I’m just happy that Luda[cris] got this together and made this happen. This is just a nice prelude to what’s about to happen. I think it’s about to be another movement of strong women.“

## Komposition
The song carries a "thumping" and "dark" tone described as "spooky." Nathan Rabin vom The A.V. Club beschrieb das Lied als „swaggering“ und das XXL Magazin beschrieb es als „rambunctious“. Das Lied enthält auch einen kitschigen Hook: „My chick bad / My chick ’hood / My chick do stuff that your chick wish she could.“ Im Lied bezieht sich Ludacris an einigen Textstellen auf die Tennis-Stars Venus und Serena Williams, und den Tiger Woods-Skandal. Minaj bezieht sich mit ihren Rapversen auf den Basketballstar Lisa Leslie und auf Nightmare on Elm Street und Friday the 13th, sowie die Charaktere Freddy Krueger und Jason Voorhees.

## Rezeption
Das Lied wurde bei den Grammy Awards 2011 in der Kategorie „Best Rap Performance by a Duo or Group“ nominiert, aber verlor gegen On to the Next One von Jay-Z und Swizz Beatz.

## Kommerzieller Erfolg
In der Woche zum 13. März 2010 debütierte My Chick Bad auf Platz 46 der amerikanischen Billboard Hot 100. Nach sämtlichen Radioeinsätzen und steigenden Verkaufszahlen platzierte sich das Lied für zwei Wochen auf Platz 11 der amerikanischen Charts und verfehlte nur knapp die Top 10. In den amerikanischen Hip Hop und Rap Charts platzierte sich das Lied jeweils auf der zwei. Bis zum Oktober 2010 hat sich das Lied in den Vereinigten Staaten 1.246.000-mal verkauft.

### Chartplatzierungen
| ChartsChartplatzierungen       | Höchstplatzierung | Wochen |
| ------------------------------ | ----------------- | ------ |
| Vereinigte Staaten (Billboard) | 11 (20 Wo.)       | 20     |

### Auszeichnungen für Musikverkäufe
| Land/Region               | Auszeichnungen für Musikverkäufe (Land/Region, Auszeichnung, Verkäufe) | Verkäufe  |
| ------------------------- | ---------------------------------------------------------------------- | --------- |
| Vereinigte Staaten (RIAA) | 3× Platin                                                              | 3.000.000 |
| Insgesamt                 | 3× Platin ·                                                            | 3.000.000 |

Hauptartikel: Ludacris/Auszeichnungen für Musikverkäufe

## Auftritte
Erstmals sang das Duo das Lied bei BETs Rip the Runway, wo Minaj mit dem Schauspieler Pooch Hall zu Gast war. Während Ludacris eine schwarze Weste trug, ähnlich wie im How Low Musikvideo, trug Minaj ihr Outfit vom My Chick Bad Musikvideo. Ludacris und Minaj rappten das Lied auch bei MTVs Spring Break 2010 in Mexiko. Das Duo rappte das Lied auch bei den BET Awards 2010 am 27. Juni 2010 als Medley mit der Remixversion von All I Do Is Win.